# Хули, Уилл
Уильям Джон Э. Хули (англ. William John E. Hooley, родился 28 ноября 1993) — американский регбист английского происхождения, выступавший на позиции флай-хава. Известен по играм за клубы «Нортгемптон Сэйнтс», «Бирмингем Мозли», «Эксетер Чифс», «Бедфорд Блюз», «Сарацины» и «Сан-Диего Легион». Представлял на международном уровне сборную Англии на молодёжном чемпионате мира 2013 года, позже играл за сборную США.

## Ранние годы
Уилл Хули родился 28 ноября 1993 года в Кембридже. Игровую карьеру начал в команде «Кембридж Юнивёрсити», играя на юношеских и молодёжных уровнях. Учился в школе при колледже Святого Иоанна и школе Лейс, позже стал играть в академии клуба «Нортгемптон Сэйнтс».

## Клубная карьера
Хули попеременно выступал за «Нортгемптон Сэйнтс» и «Бирмингем Мозли», прежде чем перейти в клуб «Эксетер Чифс». В 2015 году дебютировал в Кубке европейских чемпионов против «Клермон Овернь». В сезоне 2017/2018 перешёл в «Бедфорд Блюз». В марте 2018 года было объявлено о продлении контракта с «Блюз» на сезон 2018/2019.
В канун сезона 2020/2021 Хули перешёл в «Сарацины». В 2021 году было объявлено о его переходе в клуб «Сан-Диего Легион», за который он играл в 2022—2023 годах. В конце 2023 года завершил игровую карьеру.

## Карьера в сборных
Хули представлял Англию в составе команд до 18 и до 20 лет, сыграв в составе сборной до 20 лет на молодёжном чемпионате мира 2013 года и одержав там победу.
Однако благодаря своей бабушке-американке Хули получил право играть за сборную США, которым воспользовался в 2018 году в рамках чемпионата двух Америк. 3 февраля 2018 года он дебютировал за сборную США в неофициальной игре против второй сборной Аргентины в Лос-Анджелесе, выйдя на замену, а его сборная победила 17:10. Первый официальный матч он провёл 10 февраля 2018 года против Канады, также выйдя на замену: его команда победила со счётом 29:10, победив второй год подряд на чемпионате двух Америк.
В составе сборной США Уилл Хули сыграл на чемпионате мира 2019 года, проведя там три игры (две в стартовом составе, одна с выходом на замену). За сборную США он провёл всего 20 матчей, из которых 18 носили статус тестовых, и набрал 28 очков в тест-матчах. Своими выдающими достижениями на уровне выступления в сборной США Хули называл участие в игре против сборной Новой Зеландии в Вашингтоне, победу над сборной Шотландии в 2018 году и выступление на чемпионате мира 2019 года в Японии.

## Стиль игры
Мог выступать на позиции не только флай-хава, но и фулбэка. С его слов, травмы не позволили ему провести больше встреч на уровне сборных.

## После игровой карьеры
После завершения карьеры Хули объявил о том, что продолжит работу в регби в другом качестве. Он занял должность технического директора в Major League Rugby.